# 西藤俊哉
西藤俊哉（1997年5月29日—）是日本的鈍劍（花劍）劍擊選手。他曾於2017年世界击剑锦标赛銀牌得主。
西藤俊哉於2013年在中國南京舉行的亞洲青年運動會擊劍比賽首度於國際賽亮相，僅敗於香港的張家朗，奪得銀牌。
2020年夏季奥林匹克运动会击剑男子个人花剑比赛，西藤俊哉三十二強賽對戰巴西古希美·托度晉級，但十六強賽敗於法國恩佐·勒福爾止步。

## 外部連結
- 西藤俊哉的Instagram帳戶